# IC 4298
IC 4298 је спирална галаксија у сазвјежђу Хидра која се налази на листи објеката дубоког неба у Индекс каталогу.
Деклинација објекта је - 26° 33' 15" а ректасцензија 13h 36m 34,7s. Привидна величина (магнитуда) објекта IC 4298 износи 13,4 а фотографска магнитуда 14,2. Налази се на удаљености од 90,833 милиона парсека од Сунца. IC 4298 је још познат и под ознакама ESO 509-80, MCG -4-32-45, AM 1333-261, SAO 181790 nf 3', PGC 48036.